# Greatest Love of All
Greatest Love of All ist ein Lied von Michael Masser (Musik) und Linda Creed (Text), das zuerst 1977 von George Benson aufgenommen wurde. In der Version von Whitney Houston wurde es im Frühjahr 1986 zu einem großen Erfolg.

## Geschichte
1977 schrieben Creed und Masser den Song für Muhammad Alis Filmbiografie Ich bin der Größte. Der von George Benson gesungene Titel ist im Vorspann des Films zu hören. Im Songtext verarbeitete Creed ihre Erkrankung an Brustkrebs. Kurz bevor die Version von Whitney Houston die Spitzenposition der US-Charts erreichte, erlag Linda Creed im Alter von 36 Jahren der Krankheit.

## Chartplatzierungen
| ChartsChartplatzierungen       | Höchstplatzierung | Wochen |
| ------------------------------ | ----------------- | ------ |
| Vereinigte Staaten (Billboard) | 24 (14 Wo.)       | 14     |
| Vereinigtes Königreich (OCC)   | 27 (7 Wo.)        | 7      |

## Whitney Houston-Version
Die Version von Whitney Houston wurde weltweit am 14. März 1986 veröffentlicht. Sie wurde ein Nummer-eins-Hit in den USA, Kanada und Australien. Neben dem Erfolg in den Billboard Hot 100 schaffte das Lied es auch an der Spitze der AC-Charts. Der Song blieb drei Wochen lang auf Platz 1 der US-Charts und ist damit nach I Will Always Love You Houstons zweitlängster Chart-Erfolg. Außerdem war er ihre dritte aufeinanderfolgende Nummer 1 und machte Houston damit zur ersten weiblichen Künstlerin, die mit drei Singles aus einem Album Platz 1 erreichen konnte. Für Greatest Love of All erhielt Whitney Houston einen American Music Award und wurde für den Grammy als Record of the Year nominiert.
Das knapp fünf Minuten lange Lied wurde als fünfte Single von Houstons Debütalbum Whitney Houston ausgekoppelt. Dieses Album und damit auch die Single entstanden in den New Yorker Sigma Sound Studios. Auf der B-Seite befindet sich das Stück Thinking About You. Ursprünglich war Clive Davis, Gründer und Präsident von Houstons Plattenlabel Arista Records und Executive Producer des Albums, gegen die Neuaufnahme des Songs, konnte aber durch Houston und Masser umgestimmt werden. Greatest Love of All wurde anfangs nur als B-Seite von Houstons erster Single You Give Good Love, die die Nr. 3 der US-Charts erreichte, veröffentlicht. Nachdem der Song schließlich noch einmal als sechste und letzte Single ihres Debütalbums erschienen war, wurde er der größte Chart-Erfolg des Albums.
Der Song wurde von einer ganzen Reihe weiterer Künstler aufgenommen, darunter Shirley Bassey.

### Musikvideo
Beim Musikvideo führte Peter Israelson Regie, gedreht wurde im Apollo Theater, Harlem, New York City. Unter anderem spielt auch Houstons Mutter Cissy Houston mit. Im Video singt Whitney Houston das Lied vor Publikum und erinnert sich dabei, als Kind bei einem Talentwettbewerb gewonnen zu haben.

### Chartplatzierungen
| ChartsChartplatzierungen       | Höchstplatzierung | Wochen/ Monate |
| ------------------------------ | ----------------- | -------------- |
| Deutschland (GfK)              | 30 (10 Wo.)       | 10 Wo.         |
| Österreich (Ö3)                | 25 (1 Mt.)        | 1 Mt.          |
| Schweiz (IFPI)                 | 20 (5 Wo.)        | 5 Wo.          |
| Vereinigte Staaten (Billboard) | 1 (24 Wo.)        | 24 Wo.         |
| Vereinigtes Königreich (OCC)   | 8 (13 Wo.)        | 13 Wo.         |

| ChartsJahrescharts (1986)      | Platzierung |
| ------------------------------ | ----------- |
| Vereinigte Staaten (Billboard) | 11          |

### Auszeichnungen für Musikverkäufe
| Land/Region                  | Auszeichnungen für Musikverkäufe (Land/Region, Auszeichnung, Verkäufe) | Verkäufe  |
| ---------------------------- | ---------------------------------------------------------------------- | --------- |
| Kanada (MC)                  | Platin                                                                 | 80.000    |
| Neuseeland (RMNZ)            | Gold                                                                   | 15.000    |
| Vereinigte Staaten (RIAA)    | 2× Platin                                                              | 2.000.000 |
| Vereinigtes Königreich (BPI) | Gold                                                                   | 400.000   |
| Insgesamt                    | 2× Gold · 3× Platin ·                                                  | 2.495.000 |

Hauptartikel: Whitney Houston/Auszeichnungen für Musikverkäufe

## Aufnahmen
- 1977: Mandrill (Instrumentalversion neben Bensons Version auf The Greatest, dem Soundtrack-Album zur Filmbiografie von Muhammad Ali)
- 1978: Shirley Bassey
- 1980: Jane Olivor
- 1987: Pharoah Sanders
- 1999: Kevin Rowland
- 2001: Keiko Lee
- 2004: Natalie Grant
- 2006: Andy Abraham